# 몬주이크
몬주이크(카탈루냐어: Montjuïc 문주이크, 스페인어: Montjuic)는 스페인 바르셀로나에 있는 언덕이다.

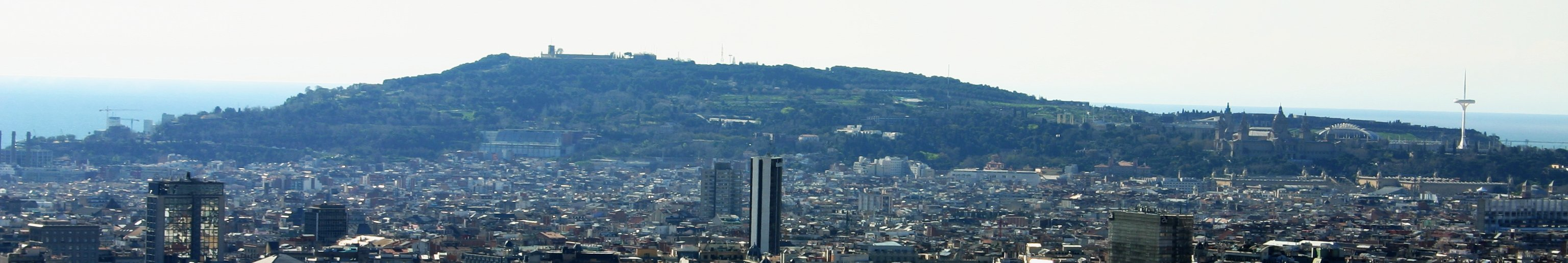
몬주이크

## 같이 보기
- 바르셀로나 공방전